# 砂坂海岸
砂坂海岸（すなさかかいがん）は北海道檜山郡江差町にある海岸。背部にはクロマツを主体とした松林があり、砂坂海岸林（すなさかかいがんりん）と呼ばれる。一帯は檜山道立自然公園に含まれる。
クロマツ林は昭和時代前半に砂地からの飛砂を抑える目的で造成されたもので、現存する北海道最古のクロマツ海岸林である。また日本の白砂青松100選に指定され、保護されている。

## 地理
砂坂海岸は日本海の海岸線に沿って、江差町の北8km、乙部町の南5km、厚沢部町の西6kmの地点に位置している。海岸の南側には厚沢部川が流れており、海岸および松林の南側が河口部に接している。
松林は海岸の背部に位置しており、延長1.5km、幅0.5km前後の南北に伸びた帯状で、総面積はおよそ88haを誇る。この松原は道内で最古のものであるが、元々この地に生えていたものではなく、昭和初期になって造成されたものである。江戸時代までは広葉樹で覆われた自然林であったが、明治初期に伐採されて以降は荒廃し、砂地と化した。そのために発生した飛砂の防止を大きな理由として、現在の松原が形成された。
クロマツは陽樹であり、塩害や飛砂に強く、生長が速いため、北海道を含めた全国各地で海岸林として活用されている。しかし本来クロマツは北海道には分布しない種であるため、道内に存在するクロマツ林の多くは植樹されたものであり、また寒さが障害となってその分布は道南地方に限定されている。

## 歴史
本項では砂坂海岸に松が植樹される以前の出来事や、そのきっかけとなった出来事についても背景とともに記載する。

### 江戸から明治にかけて
クロマツを主とした松原の存在が有名であるが、江戸時代まではこの地はカシワ、ミズナラ、イタヤカエデなどの広葉樹で覆われていた海岸林であった。この地をはじめ、当時の北海道は開拓前であり、内陸部を中心にほぼ原生林の状態を保っていた。だが明治時代初期から始まった入植と開拓により、その状況は一変した。

#### ニシン・イワシ漁
当時、北海道ではニシン漁が盛んに行われており、特に明治時代に入って松前藩による漁の制限がなくなると、家族経営の刺網、網元以下数十人から数百人の規模で行われるニシン定置網が行われるようになり、大きく発展した。獲れたニシンは生食用、あるいは身欠きニシン、干し数の子など保存食、さらに高級肥料の〆粕に加工されたが、〆粕は製造の際にニシンを大釜で茹でる必要があり、薪の採集を目的として沿岸部を中心に山林が伐採された。砂坂海岸は砂浜であったためニシンの群来（くき）は無かったものの、代わりに地引網によるイワシ漁がおこなわれ、ニシン同様に〆粕加工へと回され、その燃料として砂坂海岸林が伐採の対象とされた。さらに寒冷地ゆえ冬季には暖房のために多くの薪を必要とし、伐採に拍車がかかった。このため沿岸から離れた内陸の山林がほぼ原生的な状態を保っていたのに対し、道南地域は沿岸部を中心にはげ山が広がっていた。伐る木が無くなれば根株まで掘り起こされ、さらには放火までされ、荒れ地の増大に拍車をかけた。

#### 柳崎集落
砂坂海岸林は国有地と町有地の二つにまたがっており、厳密にいえば町有地の方を「柳崎海岸林（やなぎざきかいがんりん）」と呼称する。これは明治の初頭までここに「柳崎集落」があったことに由来し、集落が集団移転した跡地に松原が形成された。
集落についての最古の記録は1880年に製作された「夏原律太郎戸長記録」にあり、それによれば集落が出来たのは1673年から1681年の期間、つまり延宝の元号の期間である。この集落は1741年7月19日に発生した渡島大島の火山噴火に起因する大津波（寛保津波）によって壊滅するものの、この当時松前藩の財政を支える重要な資金源であったヒバ材を厚沢部川上流から流送しており、河口近くに貯木場を設けるために程なくして新たな集落が形成された。この集落は1869年から1871年にかけて集団移転が行われているが、その原因の一つに後述する近隣の砂丘荒廃地からの飛砂が挙げられている。

#### 砂丘荒廃地の発生と飛砂
後に柳崎集落に飛砂被害をもたらす砂丘荒廃地は、明治初頭頃から厚沢部川右岸側に発生した。幕末の探検家である松浦武四郎は自身が出版した「再航蝦夷日誌」（1850年）や「武四郎廻浦日記」（1856年）で柳崎周辺について、砂地に海浜植物が生えているだけの土地であると記述しており、「武四郎廻浦日記」には少なくともこの景観は明治になってからもしばらく続いていたことが記されている。
昭和初期に厚沢部川南部のある土地を放牧場とした結果、20年ほどで植生は失われ荒れ地と化した。柳崎集落周辺では、馬や牛の過放牧による荒廃地の出現がたびたび認められた。「夏原律太郎戸長記録」には、明治初期には柳崎だけで95頭もの馬が飼育されていたと記されており、現代と比べて牧草の質も量も劣る当時の放牧地が過放牧状態となるのは避けられなかった。
こうした状況下の中で荒れ地は見る見るうちに広がり、砂丘荒廃地が発生した。冬季には「タバ風」と呼ばれる北西からの季節風によって砂が雪上を滑るように飛び、砂丘地の後方およそ7kmまでの田畑を砂で埋め尽くした。砂の搬出には子供たちも動員され、冬明けには田畑の砂除けのために学校を休む子供も多く、半ば春先の風物詩にもなっていたという。飛砂は毎年のように発生しては田畑を荒廃させ、結果として柳崎集落に移転を余儀なくさせた。また住民の一部は村を去る選択をし、人口の減少を招いた。
海岸林の伐採自体は北海道各地で行われていたものの、柳崎集落周辺は冬季の季節風が過放牧による荒廃地から砂を巻き上げ、本来は集落を守るはずの海岸林が失われていたため飛砂の被害が飛びぬけて大きくなった。

### 昭和から現在まで

#### 植栽の始まり
毎年のように飛砂による被害を被る柳崎集落であったが、1934年に砂丘地およそ26ヘクタールが国有林に編入されたことでようやく事態改善の一歩を歩むこととなった。背景には、当時はすでに戦時体制に近しい状態であり、食糧増産が重要かつ緊急な国家政策であったことが挙げられる。国有林編入とともに飛砂防備保安林に指定されると、翌年（1935年）ごろから試験的に植栽が始まった。造成に当たってはすでに関東や東北に造成されていた海岸林を参考とし、砂丘の造成、覆砂工などの基礎工や砂地造林等、砂坂に適した施業の方法や適木の範囲などが検討された。1938年に立案計画された海岸林造成事業は1940年より本格化し、1960年までにおよそ20ヘクタールが造成され、最終的には目標面積である70ヘクタールの造成が1963年に成し遂げられた。

#### 苦難の連続
目標面積は1963年までに達成したが、そこに至るまでの道のりは決して順調とは言えなかった。植栽が始まってから3年後の1938年には一冬で堆砂垣が飛砂で埋没し、植栽木がすべて枯死してしまった。また翌年（1939年）の7月には豪雨によって造成地一帯が水没する被害に見舞われた。松原の活着率の悪さを鑑みた近隣住民は事業者らに「気違い沙汰」「奇人」という印象を抱き、時には皮肉を浴びせていた。事業者たちからも事業自体が冷遇され、営林署の職員は事業にかかわることを嫌い、この事業所の勤務となることは島流しと同等だとまで思われていた。
この地に限らず、飛砂被害が甚大であった地域は日本全国にあった。飛砂は家屋や田畑を埋め、時には川まで埋めて洪水を引き起こしていたため、全国各地で砂防造林植栽が行われていたが、植えた苗木が埋没したり、苗木が風で飛ばされるなどして活着しなかった。こうした状況から地元住民から罵詈雑言を浴びせられ、予算の無駄遣いと陰口をたたかれることも珍しくなかった。日本各地にあるクロマツ海岸林のほとんどは、そうした困難を乗り越えて造成された。
このように松の植栽は困難を極めたが、前述のとおり海岸林造成の背景に国策であった食糧の増産があったことから、植栽は戦時中でも続けられた。飛砂の中で根付いたクロマツは生長を続け、それに反比例して飛砂の被害は終息へと向かい始めた。終息に伴い、田畑からの砂除けは1955年あたりを境に行われなくなっていった。また海岸林の機能が発現され始めてから農業生産が安定したことで、飛砂被害によって減少した人口が戻り始めた。

#### 現在のクロマツ林
砂坂海岸林は人工林ではあるものの、クロマツ林として北海道に珍しい景観であったことから、1960年には檜山道立自然公園に指定され、1987年には日本の白砂青松100選に選出された。海岸林の造成は1963年に目標面積に達した後も続けられ、1998年時点で88ヘクタールまで拡大した（2018年時点でも同様）。2017年時点で道内で最も古いクロマツ林であり、森林管理局や自治体、地域住民による植樹、保護活動が続いている。

## 年表
下記に砂坂海岸林と、関連して柳崎集落の年表を記載する。

### 砂坂海岸林
- 年代不明（明治初頭）- 燃料や暖房器具の薪として使うため、海岸林が伐採され荒れ地と化す[2]。
- 1934年（昭和9年）8月- 内務省により、砂丘26ヘクタールが国有林に編入され、飛砂防備保安林に指定される[11]。
- 1935年（昭和10年）- 砂丘の基礎的な調査と、試験的な植栽が開始される[11]。
- 1938年（昭和13年）- 檜山営林区署（現在の北海道森林管理局檜山森林管理署）の当時の造林主任により、海岸林造成事業の立案がなされる[11]。
- 1940年（昭和15年）- 海岸林造成事業の基礎が固められ、事業が本格化する[11]。
- 1960年（昭和35年）- 檜山道立自然公園に指定される[11]。
- 1963年（昭和38年）- 目標面積である70ヘクタールの造成が完了し、保育事業が中心となる[11]。
- 1987年（昭和62年）- 日本の白砂青松100選に選出される[3]。

### 柳崎集落
- 1673年から1681年（延宝年間）- 初期の集落が形成される[7]。
- 1741年（寛保元年）- 渡島大島の火山噴火に起因する津波（寛保津波）によって壊滅する[7]。
- 1859年（安政6年）- 厚沢部川の氾濫により被災する[7]。
- 1868年から1869年（明治元年から2年）- 箱館戦争で周辺域が戦場となる[7]。
- 1869年から1871年（明治2年から4年）- 集団で移転し、近隣集落と合併する[7]。
- 年代不明（明治末期）- 家畜の放牧により砂丘荒廃地が拡大する[7]。
- 1970年（昭和45年）- 厚沢部川の洪水によって被災し、高台へ集団移転する[7]。

## 土壌・植生
昭和初期の海岸林造成事業により、現在の海岸林の用地の大半はクロマツが占めているが、裸砂地や広葉樹林、砂草地や低木林などが部分的に存在する。日本海側から汀線を越えると、裸砂地、砂草地、低木叢林地、クロマツ林の順で、植生が帯状に変化している。
最前線の裸砂地の土砂は、元々は厚沢部川から流れてきたもので、対馬海流の一部をなす沿岸流によって運ばれ、海岸に打ち上げられ、さらに吹き上げられたことによって形成された。明治から昭和の時代にかけて発生した飛砂は、この地の砂が吹き上げられたことで発生したもので、現在でも季節風によってしばしば飛砂が発生しているが、後方に控えるクロマツ林によって捕捉されている。
裸砂地を越えると一帯には砂草地が広がっており、ここには耐埋砂性に富む、すなわち堆積する砂による埋没に耐えうる植物が生育している。具体的にはハマニンニク、コウボウムギ、ハマヒルガオ、ハマニガナなどで、特にハマニンニクは砂の移動防止と砂草の生育環境確保を目的に、人工的にも植栽された。ハマニンニクをはじめ、これらの植物は生長に伴って周辺の砂を被覆し、飛砂の軽減に役立っている。
砂草地を越えると低木林が繁茂する叢林地となっており、ハマナスやキンギンボクなどの自生する植物と、アキグミやイタチハギ、ギンドロなどの植栽された植物に大別される。いずれも埋没に強く、幹や根から不定根を発生させて繁殖し、株状の小群落を形成している。また寒風害や塩害にも強い。
低木叢林地の後方には植林されたクロマツ林が広がっている。海風の影響により、風上（沿岸部）に近い方ほど梢端部（樹木の先の部分）が削られ、また幹も風下側に曲げられるか倒されるなどしている。クロマツ林は風上部分から風下にかけて徐々に樹高が高くなり、特に林の中央部から風下にかけては10mから15mないしそれ以上の高さのものも見られるようになっている。特に砂坂海岸林は日本海に沿った縦長形状であるため、樹高の高い立派なクロマツ林の規模も大きくなっている。この場所では昭和中期より除伐や間伐といった保護政策が行われてきたため、樹冠が大きく樹高の高い木も多い。ただし全体的に見ればそれらの政策は遅れ気味で、樹冠や樹高、幹の太さに生長の遅れが見られる個所も多い。
またクロマツ林に混ざって広葉樹も発生しており、カシワ、ナラ、イタヤなどの江戸時代までこの地で生育していた樹木類が種子の侵入や萌芽の回復などで林冠層を形成している。これらはおよそ昭和後期ごろから始まっており、年号が平成に代わるころにはクロマツを主林木とした混合林へと変化している。これらの枯葉はクロマツの枯葉と混ざることで、分解されにくいクロマツの葉の分解を促進させ、地力の維持に役立っている。また、1966年ごろからクロマツ林内の孔状地にトドマツが植栽されており、クロマツの防風効果の恩恵を受けて著しく生長している。海岸林北側の湿地帯にはヤチダモが植栽されており、水分の蒸発によって湿地が乾燥しつつある。

## 海岸林の機能・利用
そもそも砂坂海岸林は砂丘荒廃地から発生していた飛砂から田畑を防御するためにその荒廃地に造成されたものであり、現在でもその機能を有している。ハマニンニクなどの砂浜植物の生育によって裸砂地は減少しているものの、造成前は後背地への飛砂被害が甚大であり、耐えかねた住人が集落を離れてしまい、人口の減少を招いていた。この飛砂を防ぐために海岸林は造成された。
また海岸林は飛砂を防ぐとともに、日本海の潮を乗せて飛んでくる海風による塩害や風害を緩和する機能も備えている。海風に対して壁となることで、同時に飛砂も捕捉されることとなり、特に冬季は地吹雪も緩和されるなど、まさしく一石二鳥以上の役割を果たしている。
飛砂・海風被害が落ち着き、景観が向上したことで砂坂海岸林は保養の地としても利用されるようになり、森林浴やキノコ狩りなどで、近隣住民の憩いの場となっているほか、自然観察会や教育体験活動の場としても活用されている。また、北海道最古かつ大規模なクロマツ林として、その珍しい景観を求めて道内各地から見学者を集めている。

## 松原の抱える問題
砂坂海岸林は1ha内におよそ5,000から10,000本のクロマツが生育しており、植栽密度が極めて高い状態に達している。このまま生長するとクロマツ同士が互いに光合成を阻害しあって十分に行えず、共倒れになってしまう傾向にある。また日本海側に面したクロマツは海風と飛砂を一身に受けるため、枝葉の発生が鈍くなり、光合成を十分に行えないまま枯損し、短命化しやすい。その上、人間による手入れも遅れ気味であることから個体間で優劣が生じており、多くの劣等木が枯損しやすくなっている。この他、マツクイムシ（マダラカミキリやザイセンチュウなど）による被害も深刻化している。
北海道森林管理局はクロマツ保護政策の一環として、海岸に2018年時点で3,000基の防風柵を設置している。

## 指定
- 国土保全モデル林[15]
- 飛砂防備保安林[15]

## アクセス
- 函館バス「江差高校入口」バス停から徒歩約13分[16]

※かつてはJR江差線（2014年5月に廃止）江差駅が鉄道路の最寄り駅として機能していた。

### 注略
1. ↑  そのほかの原因として、1859年に発生した厚沢部川の氾濫や、1868年から始まった箱館戦争の影響などが挙げられている。なお、柳崎集落は1970年に再び発生した厚沢部川の氾濫によって被災し、同年よりおよそ6年かけて高台への移転がなされている[7]。
2. ↑  厳密には海風ではなく、風に含まれる塩分や砂粒、寒さや乾燥などが原因[12]。
3. ↑  ただしトドマツも全体的に間伐が遅れており、個体によって優劣が見られる[12]。
4. ↑  2005年時点では2,500基[13]。

## 参考資料
- 斎藤新一郎「砂坂海岸林」『砂防学会誌』第50巻第5号、砂防学会、1998年1月、65-71頁、doi:10.11475/sabo1973.50.5_65、ISSN 02868385、NAID 10005422190。
- 真坂一彦, 三上千代蔵「北海道江差町の厚沢部川河口域における飛砂害史」『日本森林学会誌』第99巻第2号、日本森林学会、2017年、61-69頁、doi:10.4005/jjfs.99.61、ISSN 1349-8509、NAID 130006895943。